# Virden (Manitoba)
Pour les articles homonymes, voir Virden.
Virden est une ville du sud-ouest du Manitoba ayant une population d'environ 3 020 habitants. Virden est reconnue comme la Oil Capital of Manitoba.
D'abord une communauté agricole, Virden se développa vers la fin du XIXe siècle avec le développement du chemin de fer et avec la découverte de pétrole dans les années 1950.

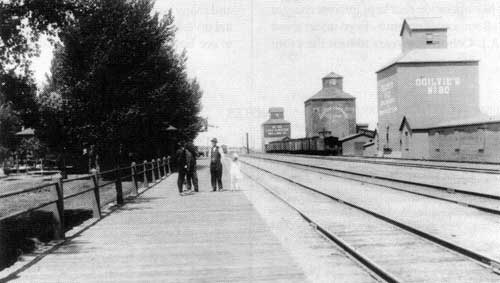
Gare et élévateurs à grains, Virden, 1920

La ville est située à la jonction entre l'autoroute transcanadienne et l'autoroute 83 (route Palms to Pines) et est enclavée dans la municipalité rurale de Wallace. Virden représente un centre de service commercial régional.

## Personnalités locales
- Jim Treliving, cofondateur de Boston Pizza
- Carman Lapointe-Young, sous-secrétaire-général du Bureau des services du contrôle interne

## Démographie
| 2001  | 2006  | 2011  | 2016  |
| ----- | ----- | ----- | ----- |
| 3 109 | 3 010 | 3 114 | 3 322 |

## Référence
- (en) Cet article est partiellement ou en totalité issu de l’article de Wikipédia en anglais intitulé « Virden, Manitoba » (voir la liste des auteurs).

1. ↑  « Statistique Canada - Profils des communautés de 2006 -    Virden » (consulté le 6 juin 2020)
2. ↑  « Statistique Canada - Profils des communautés de 2016 -   Virden » (consulté le 4 juin 2020)